# La Peña (Cundinamarca)
La Peña é um município da Colômbia, localizado na província Gualivá, departamento de Cundinamarca.